# 370 Dywizja Piechoty (III Rzesza)
370 Dywizja Piechoty (niem. 370. Infanterie-Division) – niemiecka dywizja z czasów II wojny światowej, sformowana w Reims na mocy rozkazu z 17 lutego 1942, w 19. fali mobilizacyjnej przez VIII Okręg Wojskowy.

## Struktura organizacyjna
- Struktura organizacyjna w lutym 1942 roku:

666., 667. i 668. pułk piechoty, 370. pułk artylerii, 370. batalion pionierów, 370. oddział przeciwpancerny, 370. oddział łączności, 370. polowy batalion zapasowy;
- Struktura organizacyjna w grudniu 1943 roku:

666., 667. i 668. pułk grenadierów, 370. pułk artylerii, 370. batalion pionierów, 370. batalion fizylierów, 370. oddział przeciwpancerny, 370. oddział łączności, 370. polowy batalion zapasowy;

## Dowódcy dywizji
- Generalmajor (Generalleutnant) Dr Ernst Klepp 1 IV 1942 – 15 IX 1942;
- Generalmajor (Generalleutnant) Fritz Becker 15 IX 1942 – 15 XII 1942;
- Oberst Erich von Bogen 15 XII 1942 – 20 I 1943;
- Generalleutnant Fritz Becker 20 I 1943 – 2 VIII 1943;
- Oberst Hermann Böhme 2 VIII 1943 – 7 IX 1943;
- Generalleutnant Fritz Becker 7 IX 1943 – 1 VI 1944;
- Generalleutnant Botho Graf von Hülsen 1 VI 1944 – 3 IX 1944;